# Orquestra da Rádio CBC

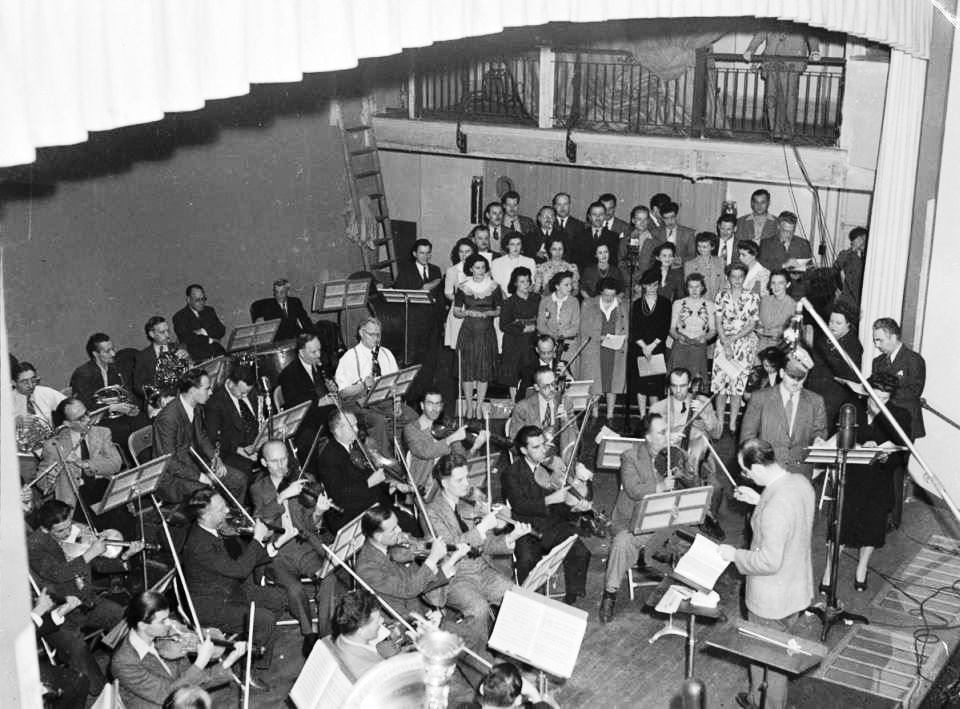
A Orquestra da Rádio CBC realizando uma gravação no Ermitage College em Montreal, 1943.

A Orquestra da Rádio CBC foi uma orquestra canadense baseada em Vancouver, Colúmbia Britânica, que foi operada pela Corporação de Gravações Canadense Até o início da década de 1980, a CBC teve um número de orquestras localizadas em Winnipeg, Toronto, Montreal e Halifax mas a que teve um status nacional foi a Orquestra Vancouver CBC. A orquestra mudou o nome em 2000 para refletir o status de única orquestra da CBC.

## História
A Orquestra foi fundada em 1938 sob o nome de Orquestra de Câmara de Vancouver. A orquestra contava com 45 membros na época em que sua dissolução foi anunciada e teve apenas quatro maestros. O primeiro foi John Avison, que comandou a orquestra até 1980. Por dois anos, a orquestra foi regida por John Eliot Gardiner. Entre 1984 e 2006 o maestro foi Mario Bernardi. No dia 30 de Abril de 2006, o trombonista canadense Alain Trudel foi nomeado o diretor musical.
A orquestra geralmente apresentava duas ou três séries de concerto por temporada e apresentou-se no Festival de Vancouver por muitos anos. Em 1973 fizerma uma turnê pelo Ártico, em 1970 pela Costa, Markham e Toronto no fim da década de 1990, em Yellowknife em Dezembro de 2004 e para Iqaluit, Baffin em setembro de 2008. Apresentava-se frequentemente no Chan Shun Concert Hall, da Universidade da Colúmbia Britânica.
Por 65 anos, apresentou-se no rádio e fez gravações, tanto em LP como em CDs.
A orquestra foi desfeita em Novembro de 2008. O fim da orquestra foi recebia com uma reação negativa da comunidade de música clássica e a significante crítica da mídia, principalmente nos artigos do Vancouver Sun. Houve protestos fora da CBC, por todo Canadá. E vários deputados mostraram-se contra o fim da orquestra.
Entre os maestros convidados da orquestra incluíram: Raffi Armenian, Kees Bakels, Michel Corboz, Victor Feldbrill, Serge Garant, Monica Huggett, Milton Katims, Gary Kulesha, Sir Ernest MacMillan, Ettore Mazzoleni, Geoffrey Moull, Harry Newstone, Yannick Nézet-Séguin, Jaap Schroeder, Georg Tintner, Owen Underhill, Heinz Unger e Jon Washburn.